# Матурско вече (филм из 2008)
Матурско вече (енгл. Prom Night) амерички је слешер хорор филм из 2008. године, редитеља Нелсона Макормика, са Британи Сноу, Скотом Портером, Џесиком Страуп и Идрисом Елбом у главним улогама. Представља лабави римејк истоименог филма из 1980, као и пето остварење овог филмског серијала. Радња прати групу тинејџера коју на матурској вечери прогони серијски убица.
Филм је већим делом сниман у Лос Анђелесу, а премијерно је приказан 11. априла 2008, у дистрибуцији продукцијске куће Sony Pictures Releasin. Добио је веома негативне оцене критичара и остварио зараду од 57,2 милиона долара. На сајту Ротен томејтоуз оцењен је са 7%. Добио је циничну Фангоријину награду за најгори филм године.
Ово је последњи филм у серијалу Матурско вече.

## Радња
Ученица прве године средње школе, Дона Кепел, враћајући се кући једне ноћи затиче свог наставника биологије, који је опседнут њом, како јој убија мајку, оца и брата. Три године касније, дона се спрема за матуру, када њу и њене пријатеље почне да прогони серијски убица.

## Улоге
| Глумац         | Улога          |
| -------------- | -------------- |
| Британи Сноу   | Дона Кепел     |
| Скот Портер    | Боби Џоунс     |
| Џесика Страуп  | Клер Дејвис    |
| Дејна Дејвис   | Лиса Хајнс     |
| Колинс Пени    | Рони Хефлин    |
| Кели Блац      | Мајкл Ален     |
| Џејмс Рансон   | детектив Неш   |
| Бријан Дејвис  | Криси Лин      |
| Келан Лац      | Рик Леланд     |
| Мери Мара      | госпођа Вотерс |
| Минг-На Вен    | др Елиша Кроу  |
| Џонатон Шек    | Ричард Фентон  |
| Идрис Елба     | детектив Вин   |
| Џесалин Гилсиг | Карен Тарнер   |
| Линден Ешби    | Џек Тарнер     |
| Јана Крамер    | Ејприл         |